# Бервин Хајтс (Мериленд)
Бервин Хајтс (енгл. Berwyn Heights) град је у америчкој савезној држави Мериленд.

## Демографија
По попису из 2010. године број становника је 3.123, што је 181 (6,2%) становника више него 2000. године.
| Група             | 2000.         | 2010.         |
| Белци             | 2.008 (68,3%) | 1.483 (47,5%) |
| Афроамериканци    | 353 (12,0%)   | 472 (15,1%)   |
| Азијати           | 252 (8,6%)    | 262 (8,4%)    |
| Хиспаноамериканци | 242 (8,2%)    | 845 (27,1%)   |
| Укупно            | 2.942         | 3.123         |